# Папуцоглув мост
Папуцоглувият мост (на гръцки: Γεφύρι στου Παπουτσόγλου) е стар каменен мост в Егейска Македония, Гърция, в кушнишкото село Мущени (Мустени).
Мостът е на река Кастанес, на 100 m над Влаховия мост.
От структурните прилики на двата моста е очевидно, че те са построени по едно и също време и от едни и същи майстори. Арка му има ред камъни, заобиколени от по-малка украса. По-късно настилката му е циментирана и са добавени бетонни парапети. При обновяването на моста в 2005 година от дем Пиерес калдъръмената пътна настилка е възстановена и бетонните парапети са заменени с елегантни каменни. Единственият дисонанс в естетиката на моста остава металната тръба, която минава по свода му.